# Ayahi Takagaki

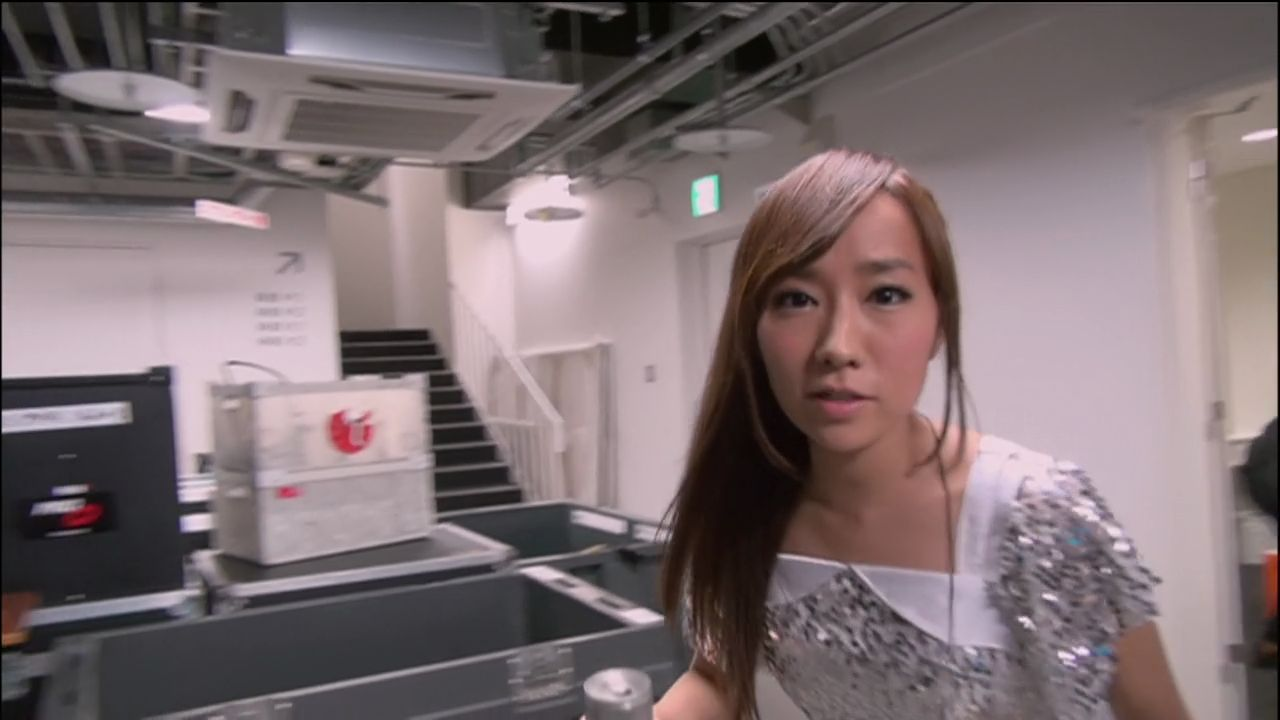
Ayahi Takagaki (2014)

Ayahi Takagaki (jap. 高垣 彩陽, Takagaki Ayahi; * 25. Oktober 1985 in der Präfektur Tokio) ist eine japanische Synchronsprecherin (Seiyū) und Sängerin.

## Leben
Ayahi Takagaki nahm 2005 an der 1. Music Ray’n Super Seiyū Audition (ミュージックレイン スーパー声優オーディション, Myūjikku Rein Sūpā Seiyū Ōdishon) teil, die von der zu Sony Music Entertainment (Japan) gehörenden Künstleragentur Music Ray’n veranstaltet wurde. Sie war neben Minako Kotobuki, Haruka Tomatsu und Aki Toyosaki eine der vier Gewinnerinnen und wurde damit unter Vertrag genommen.
Ihre erste Rolle als Synchronsprecherin hatte sie 2006 in der Anime-Serie zu Ouran High School Host Club. Ihre erste Hauptrolle folgte Januar 2007 als Lucia Nahashi in Venus Versus Virus. Im selben Jahr folgten noch weitere größere und Hauptrollen, wie die der Feldt Grace in Kidō Senshi Gundam 00 und der Otome Asakura in D.C.II – Da Capo II.
Im März 2008 schloss sie ihr Studium an einer Musikhochschule ab.
Am 15. Februar 2009 wurde bei der Veranstaltung Music Ray’n girls: Haru no Choco Matsuri die Gründung der Musikgruppe Sphere (スフィア, Sufia) mit ihr und ihren Agenturkolleginnen Minako Kotobuki, Haruka Tomatsu und Aki Toyosaki bekanntgegeben. Diese veröffentlichte bisher zehn Singles und drei Alben. Am 21. Juli 2010 startete sie zusätzlich eine Solokarriere mit der Veröffentlichung der Single Kimi ga Iru Basho, die Platz 14 der Oricon-Charts erreichte. ihr erstes Coveralbum melodia erschien am 23. November 2011. Im Dezember 2011 hatte sie ihre erste Konzerttour Memoria×Melodia: am 18. in Tokio und am 28. in Ōsaka.

## Werk

### Rollen (Auswahl)
| 2006 - Ouran High School Host Club (Tsubaki Kamigamo, Schülerin), Debüt 2007 - Venus Versus Virus (Lucia Nahashi) - Kidō Senshi Gundam 00 (Feldt Grace) - D.C.II – Da Capo II (Otome Asakura) - Deltora Quest (Jasmine) 2008 - Kidō Senshi Gundam 00: 2. Staffel (Feldt Grace) - Kyō no 5 no 2 (Tsubasa Kawai) - S·A – Special A (Megumi Yamamoto) - D.C.II S.S. – Da Capo II Second Season (Otome Asakura) - true tears (Noe Isurugi) - Battle Spirits: Shōnen Toppa Bashin (Suiren / My Sunshine) 2009 - Chrome Shelled Regios (Nina Antalk) - Sasameki Koto (Sumika Murasame) - Sora no Otoshimono (Mikako Satsukitane) - Fight Ippatsu! Jūden-chan!! (Arresta Blanket) - Phantom – Requiem for the Phantom (Ein / Eren) 2010 - Keshikasu-kun (Bouzu) - Seikimatsu Occult Gakuin (Ami Kuroki) - Sora no Otoshimono f (Mikako Satsukitane) - Durarara!! (Erika Karisawa) - Densetsu no Yūsha no Densetsu (Ferris Eris) - Hanamaru Yōchien (Hiiragi) - Mitsudomoe (Mitsuba Marui) - Robin-kun to 100-nin no Otomodachi (Robin) 2011 - Beelzebub (Nene Ōmori) - Mitsudomoe Zōryōchū! (Mitsuba Marui) 2012 - Senki Zesshō Symphogear (Chris Yukine) - Tari Tari (Wakana Sakai) - Natsuiro Kiseki (Saki Mizukoshi) - Robin-kun to 100-nin no Otomodachi: Season 2 (Robin) 2015 - JoJo no Kimyō na Bōken: Stardust Crusaders (Mariah) | - Gekijōban Kidō Senshi Gundam 00 – A wakening of the Trailblazer (Feldt Grace) - Junod (Yūko) - Gekijōban Sora no Otoshimono: Tokei Jikake no Angeloid (Mikako Satsukitane) - Itsuka Tenma no Kuro Usagi (Ferris Eris) - Guilty Crown: Lost Christmas (Past) - Kyō no 5 no 2: Hōkago (Tsubasa Kawai) - Ken to Mahō to Gakuenmono. 2 (Yuno) - Sora no Otoshimono (Mikako Satsukitane) - D.C.II P.S. – Da Capo II Plus Situation (Otome Asakura) - Dun←Dam – Dungeons & Dam (Fia) - James Bond 007: Blood Stone (Nicole Hunter) - Guilty Crown: Lost Christmas (Past) - Phantom – Phantom of Inferno (Ein / Eren) - Horizon Zero Dawn (Aloy) |

## Diskografie

### Studioalben
| Jahr | Titel      | Höchstplatzierung, Gesamtwochen, AuszeichnungChartsChartplatzierungen (Jahr, Titel, Platzierungen, Wochen, Auszeichnungen, Anmerkungen) | Anmerkungen                             |
| Jahr | Titel      | JP | Anmerkungen                             |
| ---- | ---------- | --- | --------------------------------------- |
| 2013 | Relation   | JP8 (5 Wo.)JP | Erstveröffentlichung: 17. April 2013    |
| 2015 | Individual | JP25 (2 Wo.)JP | Erstveröffentlichung: 25. November 2015 |

### Mini-Alben
| Jahr | Titel     | Höchstplatzierung, Gesamtwochen, AuszeichnungChartsChartplatzierungen (Jahr, Titel, Platzierungen, Wochen, Auszeichnungen, Anmerkungen) | Anmerkungen |
| Jahr | Titel     | JP | Anmerkungen |
| ---- | --------- | --- | --- |
| 2011 | Melodia   | JP28 (2 Wo.)JP | Erstveröffentlichung: 23. November 2011 Enthält Cover von: 1. Amazing Grace (Melodie und Text: John Newton) 2. Defying Gravity (Melodie und Text: Stephen Schwartz) aus dem Musical Wicked 3. The Rose (Melodie und Text: Amanda McBroom) aus dem Film The Rose 4. Oh Happy Day (Melodie und Text: Edwin Hawkins) 5. Quel Guardo Il Cavaliere (Melodie und Text: Gaetano Donizetti) aus der Oper Don Pasquale 6. Time To Say Goodbye (Melodie: Francesco Sartori, Text: Frank Peterson) 7. You Raise Me Up (Melodie: Rolf Løvland, Text: Brendan Graham) |
| 2013 | Melodia 2 | JP30 (2 Wo.)JP | Erstveröffentlichung: 11. Dezember 2013 |
| 2016 | Melodia 3 | JP21 (2 Wo.)JP | Erstveröffentlichung: 9. November 2016 |
| 2018 | Melodia 4 | JP41 (2 Wo.)JP | Erstveröffentlichung: 26. September 2018 |

### Singles
| Jahr | Titel Album                                     | Höchstplatzierung, Gesamtwochen, AuszeichnungChartsChartplatzierungen (Jahr, Titel, Album, Platzierungen, Wochen, Auszeichnungen, Anmerkungen) | Anmerkungen                                                                                   |
| Jahr | Titel Album                                     | JP | Anmerkungen                                                                                   |
| ---- | ----------------------------------------------- | --- | --------------------------------------------------------------------------------------------- |
| 2010 | Kimi ga Iru Basho (君がいる場所) Relation       | JP14 (7 Wo.)JP | Erstveröffentlichung: 21. Juli 2010 Abspanntitel zum Anime Seikimatsu Occult Gakuin           |
| 2010 | Hikari no Firumento (光のフィルメント) Relation | JP20 (4 Wo.)JP | Erstveröffentlichung: 17. November 2010 Abspanntitel zum Anime Densetsu no Yūsha no Densetsu  |
| 2011 | Takaramono (たからもの) Relation                | JP15 (3 Wo.)JP | Erstveröffentlichung: 6. April 2011 Zwischentitel zum Anime Haruyasumi no Koibito             |
| 2012 | Meteor Light Relation                           | JP15 (5 Wo.)JP | Erstveröffentlichung: 8. Februar 2012 Abspanntitel zum Anime Senki Zesshō Symphogear          |
| 2012 | Tsuki no Namida (月のなみだ) Relation           | JP19 (3 Wo.)JP | Erstveröffentlichung: 13. Juni 2012 Vorspanntitel zum PSP-Spiel Jūsaengi – Engetsu Sangokuden |
| 2013 | Next Destination Individual                     | JP12 (8 Wo.)JP | Erstveröffentlichung: 14. August 2013 Abspanntitel zum Anime Senki Zesshou Symphogear G       |
| 2014 | Kaze ni Naru (風になる) Individual              | JP25 (2 Wo.)JP | Erstveröffentlichung: 28. Mai 2014 Abspanntitel zum PSP-Spiel Juzaengi: Engetsu Sangokuden 2  |
| 2014 | Ai no Hi (愛の陽) Individual                    | JP16 (2 Wo.)JP | Erstveröffentlichung: 8. Oktober 2014                                                         |
| 2015 | Rebirth-day Individual                          | JP10 (10 Wo.)JP | Erstveröffentlichung: 29. Juli 2015 Abspanntitel zum Anime Senki Zesshou Symphogear GX        |
| 2017 | Live & Try –                                    | JP23 (2 Wo.)JP | Erstveröffentlichung: 18. Januar 2017                                                         |
| 2017 | Futurism –                                      | JP15 (7 Wo.)JP | Erstveröffentlichung: 2. August 2017 Abspanntitel zum Anime Senki Zesshou Symphogear AXZ      |
| 2019 | Lasting Song –                                  | JP15 (8 Wo.)JP | Erstveröffentlichung: 21. August 2019 Abspanntitel zum Anime Senki Zesshou Symphogear XV      |

Character-Songs

Hinzu kommen noch diverse Singles mit Bezug zu ihren Anime-Rollen (Character Songs), die üblicherweise unter ihrem jeweiligen Rollennamen auf Singles und Alben veröffentlicht wurden.

### Fotobücher
- Sunlight Note. Gakken Publishing, Tokio 2011, ISBN 978-4-05-405180-5.